# 클리프 마르티네스
클리프 마르티네스(Cliff Martinez, 1954년 2월 5일 ~ )는 미국의 영화 음악 작곡가, 전직 드러머이다. 레드 핫 칠리 페퍼스에서 드러머로 활동하기도 하였다.

## 작품 목록
- 네온 데몬(음악)